# Nez de Jobourg
La nez de Jobourg (en francés, lit.'nariz de Jobourg') es un cabo en aguas del litoral francés del Canal de la Mancha, un es un promontorio rocoso de  gneiss situado en el extremo meridional del cabo de la Hague, en la comuna de Jobourg. Es el área geológica más antigua del Cotentin, que data del Precámbrico (dos mil millones de años).

## Características

### Localización
A veces se confunde con la nez de Voidries, donde se realiza el acceso al panorama y que permite ver desde la punta de Goury y su faro, hasta el cabo de Flamanville.

### Toponimia
El topónimo francés nez ('cabo')  a pesar de su ortografía moderna que lo une a la palabra francesa nez ('apéndice nasal') y su contenido semántico, un cap ('cabo') que se parece a un tipo de nariz, que, sin embargo, no tiene la misma etimología. Probablemente se remonta al antiguo escandinavo  nes ('cabo') que continúa en las lenguas escandinavas modernas, por ejemplo, en los nes en islandés, feroés y noruego. Los documentos antiguos generalmente lo escriben nais,  distinto del vocablo nez, escrito nes, nés o né.  Por otra parte, esta distinción de pronunciación entre la Nez  ('cabo') y la nez ('apéndice nasal') ha continuado en la Hague, en especial en Saint-Germain-des-Vaux, la primera se pronuncia «née» [ne:]  y la segunda «nô» [no:].
Jobourg es el nombre de la comuna en la que se encuentra este cabo.

### Descripción
La Nez es conocida por su panorama, por sus acantilados que se elevan a 128 metros (entre los más altos de Europa), sus grutas y su fauna sque e encuentran recorriendo el camino de los aduaneros. En alta mar, el raz Blanchard separaría la Hague y Aurigny y Jersey desde 5000 a 7000 años.
También se pueden visitar tres grutas (la gruta del León, la gruta de la Pequeña iglesia y la gruta de la Gran iglesia) que, según la leyenda, permitirían el acceso al pueblo y a la iglesia, y que han servido como escondites a los contrabandistas.
Alberga una reserva ornitológica (cormoranes moñudos, fulmarus, gaviotas argénteas, grandes cuervos). Es el segundo sitio natural más visitado en el departamento de la Mancha, después del Mont-Saint-Michel.

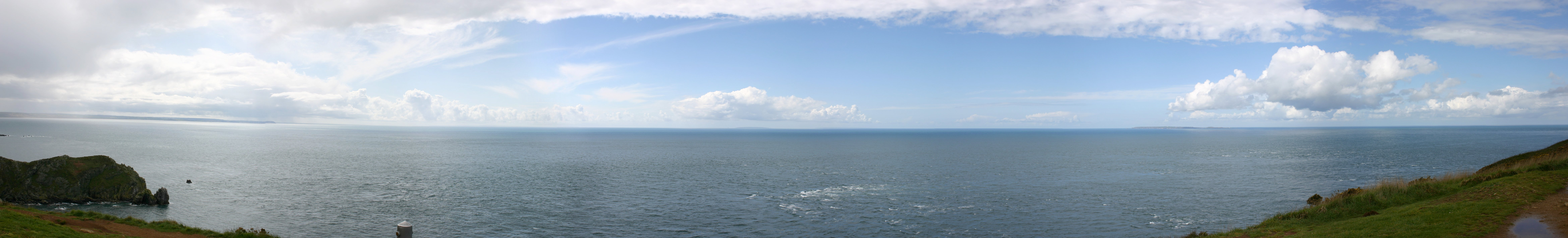
Panorama sobre el Canal de la Mancha desde la Nez de Jobourg.

Vue plongeante.